# Habikino (Osaka)
Habikino (羽曳野市 Habikino-shi?) es una ciudad situada en la Prefectura de Osaka, Japón. La ciudad se fundó el 15 de enero de 1959.
La ciudad es particularmente reconocida por su producción de uvas, así como por sus múltiples nichos funerarios kofun que salpican su paisaje.
A 1 de enero de 2010 la ciudad tiene una población de 117.223 personas y una densidad de 4.430 personas por km². El área total de la ciudad es de 26,44 km².

## Galería

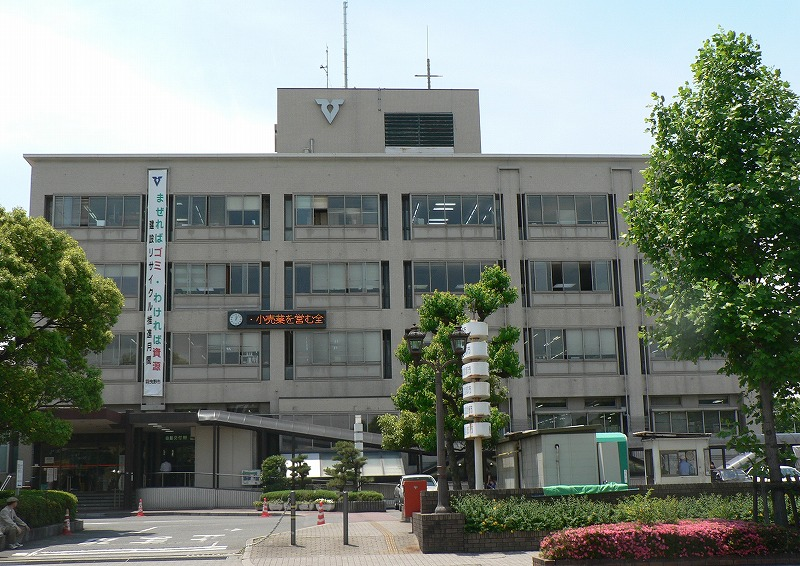
Ayuntamiento de Habikino.
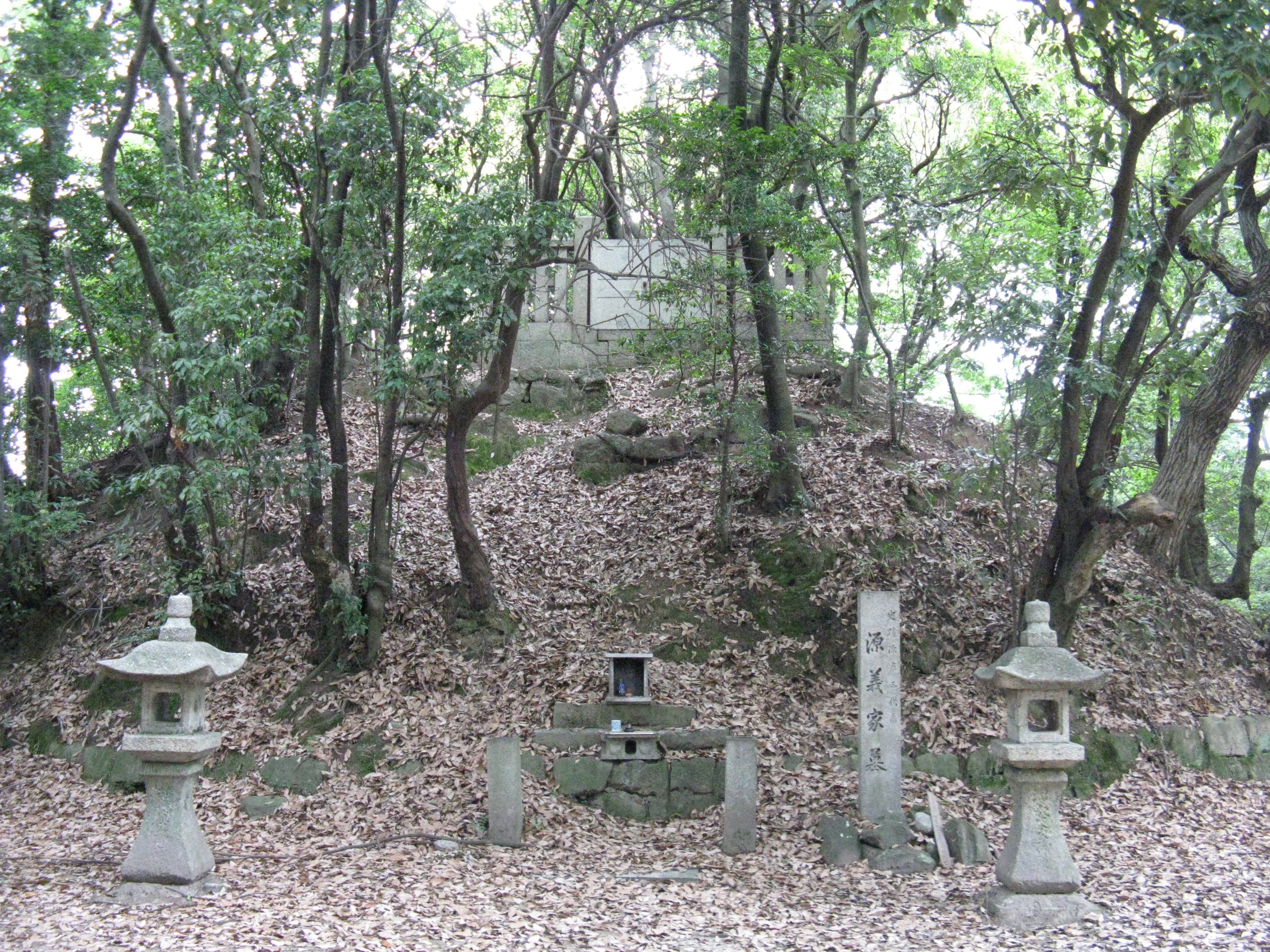
Tumba de Minamoto no Yoshiie.
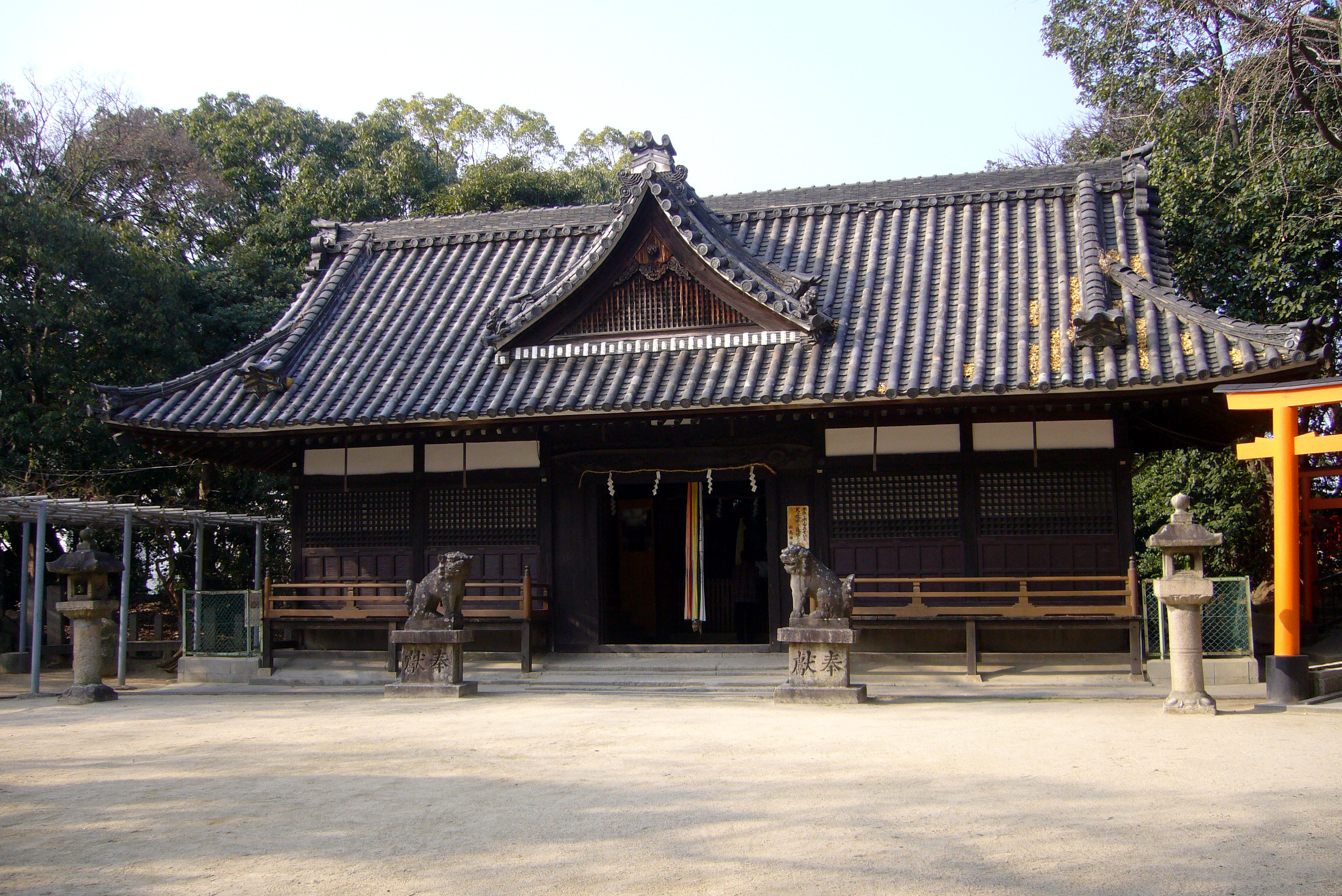
Templo Shiratori.

## Educación

### Universidades y escuelas técnicas
- Universidad Budista Internacional de Shitennōji
- Universidad de la Prefectura de Osaka, campus de Habikino (antes conocida como Colegio de Enfermería de la Prefectura de Osaka)

## Transporte

### Tren
- Kintetsu Corporation
  - Línea Minami-Osaka: (hacia Osaka Abenobashi) - Eganoshō - Takawashi - Furuichi - Komagatani - Kaminotaishi - (hacia Kintetsu Gose, Kashiharajingū-mae, Yoshino)

### Autobuses
- Autobús Kintetsu
  - Desde la Estación de Furuichi en el este, los autobuses llevan pasajeros en las rutas de Habikigaoka, Universidad Budista Internacional de Shitennōji, Momoyama-dai, y la Estación de Fujiidera.
  - Desde la Estación de Eganoshō en el oeste, hay una ruta de autobús hacia la Estación de Kawachi-Matsubara que cubre a su vez el barrio Mihara-ku de Sakai.
- Autobús Kongō
  - Estos autobuses recogen a sus pasajeros de la Estación de Kaminotaishi.

### Carreteras

#### Autopistas nacionales
Autopista Minami-Hanna  (dos intersecciones dentro de los límites de la ciudad):
- Intersección de Habikino
- Intersección de Habikino-Higashi

#### Autovías nacionales
- Ruta nacional 166
- Ruta nacional 170 (Circuito exterior de Osaka)

#### Rutas de Prefectura
- Osaka/Nara Ruta 12: Autopista Sakai-Yamato-Takada
- Osaka Ruta 27: Autopista Kashiwara-Komagatani-Chihayaakasaka
- Osaka Ruta 31: Autopista Sakai-Habikino
- Osaka Ruta 32: Autopista Mihara-Taishi

## Municipios colindantes
- Prefectura de Osaka:
  - Matsubara
  - Fujiidera
  - Kashiwara
  - Barrio de Mihara, Sakai
  - Tondabayashi
  - Taishi, Minamikawachi District
- Prefectura de Nara:
  - Kashiba

## Ciudades hermanadas
- Kameyama, Mie (ciudad amiga)
- Gose, Nara (ciudad amiga)
- Hietzing, Viena, Austria (ciudad hermana)